# Terran 1
Terran 1 — американская двуступенчатая одноразовая сверхлёгкая ракета-носитель, изготовленная методом 3D-печати. Разрабатывается с 2017 года компанией Relativity Space.

## Дизайн
Terran 1 состоит из двух ступеней. Первая ступень приводится в действие девятью двигателями Aeon 1, использующими в качестве топлива жидкий метан и жидкий кислород, каждый из которых производит 100 кН тяги. Вторая ступень работает на одном Aeon 1 вакуумной версии (также известный как AeonVac), производящий 126 kN тяги в вакууме. Обе ступени используют «автогенный» наддув баков, то есть небольшая часть испарённых в газогенераторе турбонасосного агрегата двигателя горючего и окислителя возвращается в обратно в баки для поддержания там рабочего давления, в то время как обычно для наддува баков используются дополнительные запасы сжатого газа (например, гелия) на борту
Обтекатель полезной нагрузки имеет длину 6,8 м и диаметр 3 м. Terran 1 способна выводить до 1500 кг на низкую околоземную орбиту (НОО), хотя Relativity иногда указывает 1250 кг.
Первая и вторая ступени Terran 1 изготовлены с помощью 3D-принтера Relativity’s Stargate из фирменного алюминиевого сплава.
90 % Terran 1 состоит из печатных компонентов; Relativity утверждает, что они могут сократить количество деталей в ракете в 100 раз по сравнению с ракетами традиционного производства и изготовить её из сырья за 60 дней.
При разработке ракеты-носителя Terran R Relativity будет использовать те же инструменты, которые использовалась для изготовления Terran 1.
Relativity объявила в 2019 году цену за запуск Terran 1 в размере 10 миллионов долларов США. Объявленная цена за запуск была в 2021 году увеличена до 12 миллионов долларов США.

### Планируемые обновления
В феврале 2022 года генеральный директор Relativity Тим Эллис (Tim Ellis) заявил в интервью с Ars Technica, что текущая конфигурация Terran 1 с девятью двигателями Aeon 1 на первой ступени будет заменена после третьего полёта на вариант с одним двигателем Aeon R со значительно большей тягой. Двигатель Aeon R планируется использовать на гораздо большей ракете Terran R.

## Запуски
Состоялся один тестовый запуск Terran 1, закончившейся неудачей из-за отказа двигателя второй ступени. После этого компания Relativity Space заявила, что откладывает работу над этим носителем  для того, чтобы сосредоточиться на разработке и создании ракеты-носителя следующего поколения Terran R.
| Номер запуска | Дата и время (UTC) | Стартовая площадка | Полезная нагрузка               | Масса полезной нагрузки | Орбита       | Заказчик                                                   | Итог запуска |
| Состоявшийся | Состоявшийся | Состоявшийся       | Состоявшийся                    | Состоявшийся            | Состоявшийся | Состоявшийся                                               | Состоявшийся |
| --- | --- | ------------------ | ------------------------------- | ----------------------- | ------------ | ---------------------------------------------------------- | ------------ |
| 1 | 23 марта 2023, 03:00 UTC | LC-16              | Нет                             |                         | НОО          | Тестовый полёт                                             | Неудача      |
| 1 | Первый полёт ракеты-носителя Terran 1 с названием миссии Good Luck, Have Fun (в переводе с англ. — «Удачи, повеселись»). Тестовый запуск без полезной нагрузки.                                        |                    |                                 |                         |              |                                                            |              |
| Планировавшиеся | |                    |                                 |                         |              |                                                            |              |
| 2 | 2023 | LC-16              | VCLS Demo-2R                    |                         | НОО          | NASA                                                       | Планируется  |
| 2 | Контракт на 3 миллиона долларов для неопределённой полезной нагрузки(ов) в программе NASA Venture Class Launch Services (VCLS) 2. В этот полёт отправится миссия ELaNa 42, состоящая из трёх CubeSats. |                    |                                 |                         |              |                                                            |              |
| 3 | 2023 | LC-16              | Нераскрыто                      |                         |              | Нераскрыто                                                 | Планируется  |
| 3 | Третий полёт Terran 1, как рассказал Тим Эллис в интервью, будет нести полезную нагрузку для нераскрытого клиента. Последний полёт Terran 1 перед запланированным обновлением блока.                   |                    |                                 |                         |              |                                                            |              |
| | Не раньше 2023 |                    | Райдшеринг                      |                         | НОО          | Spaceflight, Inc.                                          | Планируется  |
| Контракт с Spaceflight включает первый полёт в 3 квартале 2021 года с возможностью дополнительных полётов в будущем. | |                    |                                 |                         |              |                                                            |              |
| | Не раньше 2022 |                    | Райдшеринг                      | 10-350 кг               | ГЕО          | Momentus                                                   | Планируется  |
| Контракт на 2019 год с Momentus включал первый полёт, первоначально запланированный на 2021 год, с возможностью пяти дополнительных рейсов в будущем. Пять полётов будут включать запуск расширенного космического буксира Momentus Vigoride. | |                    |                                 |                         |              |                                                            |              |
| | Не раньше 2023 |                    |                                 |                         | НОО          | Mu Space                                                   | Планируется  |
| Специальный запуск для mu Space, будет нести одиночную полезную нагрузку. | |                    |                                 |                         |              |                                                            |              |
| | Не раньше 2023 | LC-16 / B330       | Райдшеринг                      |                         | НОО          | TriSept                                                    | Планируется  |
| Местом запуска будет либо мыс Канаверал, либо Ванденберг. TriSept заявил, что запуск будет включать одну большую основную полезную нагрузку в сопровождении нескольких меньших полезных нагрузок.                                             | |                    |                                 |                         |              |                                                            |              |
| | 2023 |                    |                                 |                         | НОО          | Министерство обороны США (Программа космических испытаний) | Планируется  |
| Одиночный полёт с «небольшой военной полезной нагрузкой США», цена не разглашается. | |                    |                                 |                         |              |                                                            |              |
| | 2023-2030 | B330               | Iridium ×6                      |                         | НОО (86.4°)  | Iridium                                                    | Планируется  |
| Iridium заказала до шести рейсов Terran 1 для запуска на орбиту запасных частей для своей спутниковой группировки. | |                    |                                 |                         |              |                                                            |              |
| | |                    | Telesat (количество не указано) |                         | НОО          | Telesat                                                    | Планируется  |
| Неопределённое количество запусков для неопределённого количества спутников. | |                    |                                 |                         |              |                                                            |              |